# Goggia gemmula
Goggia gemmula (Bauer, Branch & Good, 1996) è un sauro della famiglia Gekkonidae, endemico dell'Africa australe.

## Biologia

### Riproduzione
È una specie ovipara.

## Distribuzione e habitat
Il suo areale comprende il Richtersveld, nella provincia del Capo settentrionale del Sudafrica, e l'adiacente porzione della Namibia meridionale.